# ساندي ديلون
ساندي ديلون (بالإنجليزية: Sandy Dillon)‏ هي مغنية مؤلفة أمريكية، ولدت في 1950 في كوهاسيت في الولايات المتحدة.

## وصلات خارجية
- الموقع الرسمي
- ساندي ديلون على موقع ميوزك برينز (الإنجليزية)
- ساندي ديلون على موقع قاعدة بيانات برودواي على الإنترنت (الإنجليزية)
- ساندي ديلون على موقع ديسكوغز (الإنجليزية)